# Treignat
Treignat é uma comuna francesa na região administrativa de Auvérnia-Ródano-Alpes, no departamento Allier. Estende-se por uma área de 29,5 km². Em 2010 a comuna tinha 398 habitantes (densidade: 13,5 hab./km²).